# Marché d'analyse politique
En 2003, le Pentagone a dévoilé un projet de Marché à terme d'analyse politique (Policy Analysis Market ou PAM) qui se spécialiserait dans la prédiction d'événements économiques et politiques susceptibles d'affecter huit pays du Moyen-Orient : Égypte, Jordanie, Iran, Irak, Israël, Arabie saoudite, Syrie et Turquie. Le projet, dont le site web devait être ouvert le 1er août 2003, a filtré dans les médias trois jours avant. Il a soulevé un tel tollé que le Pentagone l'a annulé le lendemain de l'annonce et a fait retirer précipitamment toute information à ce sujet.

## Le projet
Le Marché d'analyse politique est une application à des événements politiques du modèle général qu'est le marché de prédiction.
L'idée de lancer une bourse qui se spécialiserait dans la prédiction d'événements susceptibles de menacer la stabilité d'un groupe de pays du Moyen-Orient a été développée au lendemain des attentats du 11 septembre 2001 à la DARPA, l'agence de recherche du Pentagone. Le projet était piloté par l'amiral John M. Poindexter.
Ce projet repose sur la théorie selon laquelle les marchés sont particulièrement efficaces et se trompent rarement dès lors qu'il s'agit d'éclairer l'avenir, la sagesse des foules s'avérant souvent supérieure aux prédictions des experts. De fait, pour bien des questions de la vie courante, il a été démontré que la moyenne des prédictions faites par un large groupe d'individus était d'une précision remarquable.
Selon la DARPA, la mise en œuvre de cette théorie sous la forme d'un marché à terme devait révolutionner la collecte du renseignement en permettant de regrouper des myriades de données disparates venant de toute sorte de sources. Elle présenterait en outre l'avantage que des facteurs bureaucratiques ou politiques n'influenceraient pas les décisions des investisseurs. Cela conférerait à l'indice boursier une valeur apparemment objective et indiscutable, surtout dans le contexte d'une idéologie néo-conservatrice pour laquelle la main invisible du marché est assimilée à la main de Dieu.
Le marché devait s'ouvrir le 1er octobre 2003. Il bénéficiait d'une dotation de 500 millions de dollars. Les investisseurs admis au programme seraient d'abord limités à 1 000 au cours des trois premiers mois d'opération; ce nombre devait être porté à 10 000 le 1er janvier 2004. Ils étaient invités à parier, à la hausse ou à la baisse, sur des questions du genre « À quel rythme va croître le produit domestique brut de l'Arabie Saoudite, à l'exception du pétrole? » ou « Quelles sont les chances que le Prince X ou Y accède au trône du royaume Z d'ici la fin de l'année? ». Plus la valeur des paris augmenterait, plus serait grande la probabilité que l'événement se produise.

## Une «bourse du terrorisme»
Même si cette bourse devait en principe porter sur un large éventail d'événements économiques et politiques, il est vite apparu que ceux-ci incluraient aussi des assassinats ou des coups d'État. Le site web ne mettait pas ce genre d'événement au premier plan, mais mentionnait dans ses exemples l'assassinat de Yasser Arafat ainsi que le renversement du roi de Jordanie. De tels événements étaient au cœur des préoccupations du Pentagone, parce que les plus susceptibles d'avoir un impact sur les intérêts américains.
Lorsque le projet est devenu public, il a immédiatement suscité de vives critiques. Hillary Clinton l'a dénoncé comme un « marché de la mort ». En plus de soulever des questions d'ordre éthique, le fait qu'un gouvernement patronne une telle opération présente le risque que d'autres pays s'engagent dans une opération de réciprocité, invitant à parier sur l'assassinat d'un président américain.
Joseph Stiglitz, lauréat du prix Nobel d'économie, a critiqué l'application de la théorie de la sagesse des foules à des événements politiques car cela peut inciter des terroristes à acheter des parts dans la prédiction d'un événement violent et à le mener à bien en vue d'encaisser un profit. Comme le déclara le sénateur Wyden : « Vous pensez assez tôt que le Premier ministre X va être assassiné. Alors vous achetez des contrats "future" pour cinq cents chacun. Si d'autres personnes pensent que la personne va être assassinée, le prix du contrat augmente jusqu'à 50 cents. » Les paris étant anonymes, les terroristes auraient pu eux-mêmes y participer, ce qui aurait évidemment posé des problèmes de délit d'initiés, voire de manipulation de cours.
Enfin, les marchés peuvent aussi se tromper lourdement comme on l'a vu par les différentes bulles boursières suivies de krach retentissants. Il serait donc risqué pour un pays de baser ses politiques sur ce genre d'outil.
Attaqué de toute part et dénoncé comme « grotesque », « inutile et incroyablement stupide », le projet a été désavoué par le Pentagone le lendemain de son dévoilement et abandonné.

### Sources
- Michel Carlier, Irak. Le mensonge, Paris, L'Harmattan, 2008, p. 113.
- (en) Robin Hanson, « The Policy Analysis Market: A Thwarted Experiment in the Use of Prediction Markets for Public Policy, » Innovations: Technology, Governance, Globalization, MIT Press, 2007, 2.3, p. 73-88.
- (en) Robert Looney, « DARPA's Policy Analysis Market for Intelligence: Outside the Box or Off the Wall? », Strategic Insights, Volume II, Issue 9 (September 2003) http://www.au.af.mil/au/awc/awcgate/nps/pam/si_pam.htm
- Pascal Riche, « La Bourse du terrorisme ne verra pas le jour », Libération, 2 août 2003, http://www.liberation.fr/monde/0101450558-la-bourse-du-terrorisme-ne-verra-pas-le-jour
- James Surowiecki, La Sagesse des foules (The Wisdom of Crowds, 2004), Paris, Éditions Jean-Claude Lattès, 2008  (ISBN 978-2709628914)